# Jevgenyija Armanovna Medvegyeva
Jevgenyija Armanovna Medvegyeva az európai sportsajtóban sokszor Yevgenia Medvedeva (oroszul:Евгения Армановна Медведева, IPA: [jɪvˈɡʲenʲɪjə mʲɪˈdvʲedʲɪvə]; Moszkva, 1999. november 19. –) orosz olimpiai ezüstérmes, világ- és Európa-bajnok műkorcsolyázó. Kétszeres Grand Prix döntő-győztes, junior és kétszeres felnőtt orosz bajnok.
Medvegyeva az első női műkorcsolyázó, aki két egymást követő szezonban junior-világbajnokságot, majd felnőtt világbajnokságot nyert, valamint ő az első aki egymást követő két felnőtt világbajnoki címet nyert, azt követően, hogy a juniorok mezőnyében is a legjobbnak bizonyult.
Tizenhat év elteltével ő lett az első aki meg tudta védeni a világbajnoki elsőségét, előtte erre Michelle Kwan volt képes 2001-ben. Ő lett az első orosz női címvédő is.
Az ISU Judging System pontozási rendszerének bevezetése óta tizenhárom világrekordot állított fel, ő lett az első nő, aki a rövidprogramjára 80 pontnál is többet kapott, szabadprogramjára pedig 160-at. Az így elért 240 pontos összteljesítménye is rekordnak számít az érában. Medvegyeva a szabadprogram pontszámot és a kombinált pontszámot tekintve is világcsúcstartó a női mezőnyben. Bár a ISU döntése alapján a 2018-19-es szezontól a -3-tól +3-ig terjedő GOE értékskála -5-től +5-ig terjedővé vált és így a rekordokat történelmiekké minősítették, hiszen az új rendszerben jóval több pont szerzésére is lehetőség nyílik, azóta sem ért el senki a szabadprogramban a 160-at, illetve az összpontszámban a 240-et.

## Eredményei
| Nemzetközi            | Nemzetközi | Nemzetközi | Nemzetközi | Nemzetközi | Nemzetközi | Nemzetközi |       |
| Esemény               | 13-14      | 14-15      | 15-16      | 16-17      | 17-18      | 18-19      | 19-20 |
| --------------------- | ---------- | ---------- | ---------- | ---------- | ---------- | ---------- | ----- |
| Olimpia               |            |            |            |            | 2.         |            |       |
| Világbajnokság        |            |            | 1.         | 1.         |            | 3.         |       |
| Európa-bajnokság      |            |            | 1.         | 1.         | 2.         |            |       |
| GP Döntő              |            |            | 1.         | 1.         |            |            |       |
| GP Franciaország      |            |            |            | 1.         |            | 4.         |       |
| GP NHK Trophy         |            |            |            |            | 1.         |            |       |
| GP Rostelecom Cup     |            |            | 2.         |            | 1.         |            | 2.    |
| GP Skate America      |            |            | 1.         |            |            |            |       |
| GP Skate Canada       |            |            |            | 1.         |            | 3.         | 5.    |
| CS Autumn Classic     |            |            |            |            |            | 2.         | 2.    |
| CS Ondrej Nepela      |            |            | 1.         |            | 1.         |            |       |
| Nemzetközi junior     |            |            |            |            |            |            |       |
| Junior-világbajnokság | 3.         | 1.         |            |            |            |            |       |
| JGP Döntő             | 3.         | 1.         |            |            |            |            |       |
| JGP Csehország        |            | 1.         |            |            |            |            |       |
| JGP Franciaország     |            | 1.         |            |            |            |            |       |
| JGP Lettország        | 1.         |            |            |            |            |            |       |
| JGP Lengyelország     | 1.         |            |            |            |            |            |       |
| Ice Star              | 1.         |            |            |            |            |            |       |
| Országos              |            |            |            |            |            |            |       |
| Orosz-bajnokság       | 7.         | 3.         | 1.         | 1.         |            | 7.         |       |